# Storia delle ferrovie pontificie

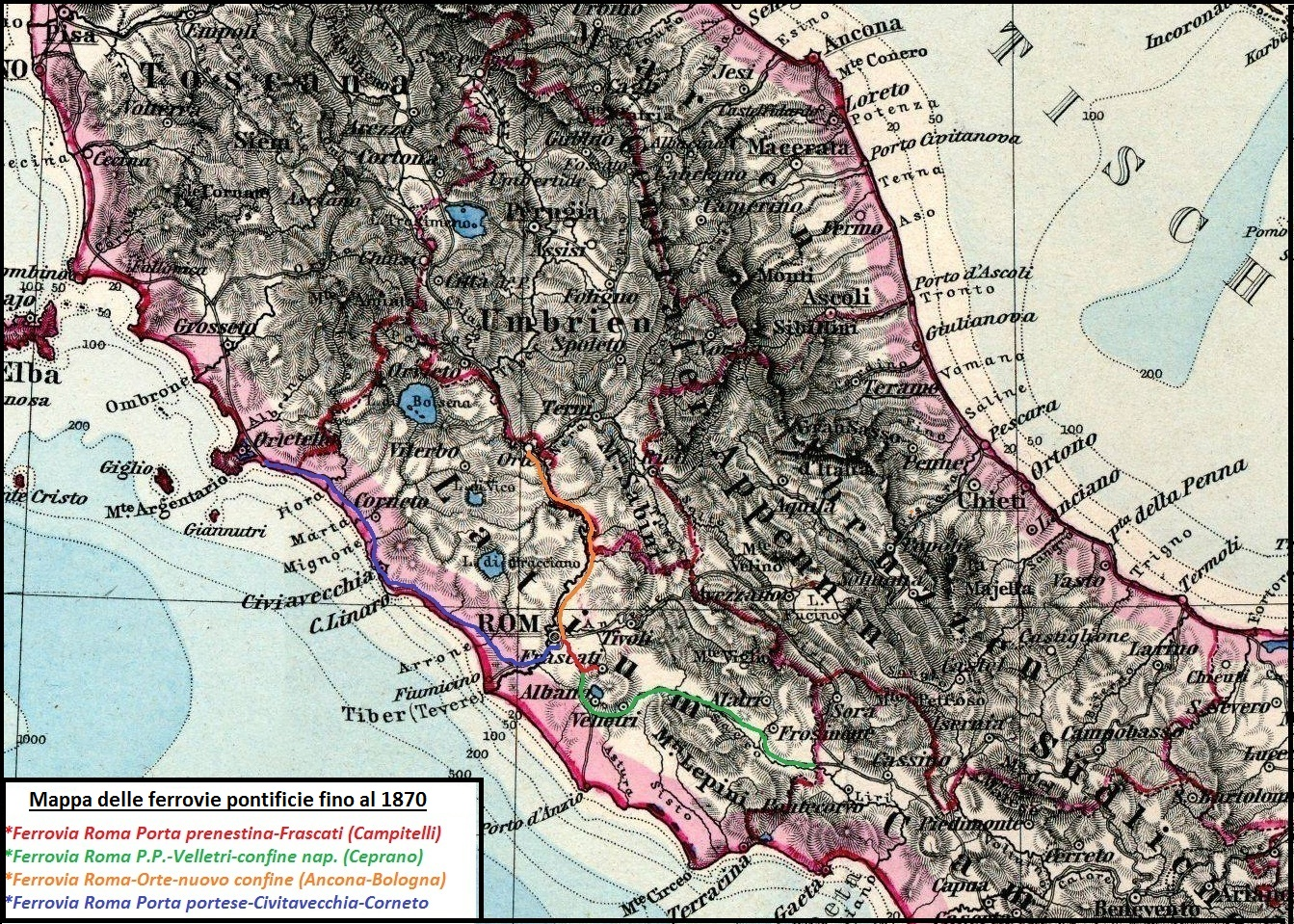
Mappa delle ferrovie pontificie al 1870

La storia delle ferrovie pontificie ebbe inizio con la Notificazione del 7 novembre 1846 con la quale veniva autorizzata la costruzione di quattro collegamenti ferroviari da Roma per Ceprano, per Porto d'Anzio, per Civitavecchia e per Ancona e Bologna in seguito all'insediamento a Pontefice di Pio IX. In conseguenza della presa di Roma, il 20 settembre del 1870, le ferrovie pontificie vennero inglobate nella rete del Regno d'Italia.

## Storia

### Prodromi
Nonostante i primi progetti di costruzione di ferrovie nello Stato Pontificio fossero stati concepiti sotto papa Gregorio XVI, nessuno di essi trovò realizzazione finché questi fu in vita. Il pontefice infatti era critico sullo sviluppo del mezzo ferroviario; gli viene attribuito di aver definito pubblicamente la strada ferrata come mezzo diabolico, probabilmente perché pericolosa politicamente dato che metteva in circolazione sia le persone che le loro idee.. I progetti di sviluppo delle linee ferroviarie già delineati allo stato embrionale presero forma solo dopo la sua morte, avvenuta nel 1846
Il dibattito ferroviario si diffondeva intanto negli ambienti della cultura ma anche in quelli del commercio, in particolare ai conﬁni della Toscana, nel bolognese, nella Romagna, nelle Marche, nell'Umbria con punti focali nelle città quali Bologna, Ancona, Perugia, Foligno, Fabriano, Forlì e Cesena. Iniziative e comitati promotori si moltiplicavano propugnando i vantaggi per l'economia cittadina insiti nella realizzazione di collegamenti ferroviari con Roma e con i maggiori porti dello Stato..
La pubblicazione e la diffusione degli scritti del Petitti che propugnava la realizzazione del collegamento ferroviario Bologna-Ancona come naturale proseguimento di una ferrovia da Torino a Piacenza e prospettava ramiﬁcazioni verso la Toscana, Roma e il Mezzogiorno saranno quasi l'incentivo per una mobilitazione a favore della ferrovia con proposte, integrazioni e progetti tecnici e ﬁnanziari. Molte città consideravano ciò l'occasione preziosa per uscire dall'atavico isolamento delle economie locali e per lo sviluppo tecnologico

### La svolta

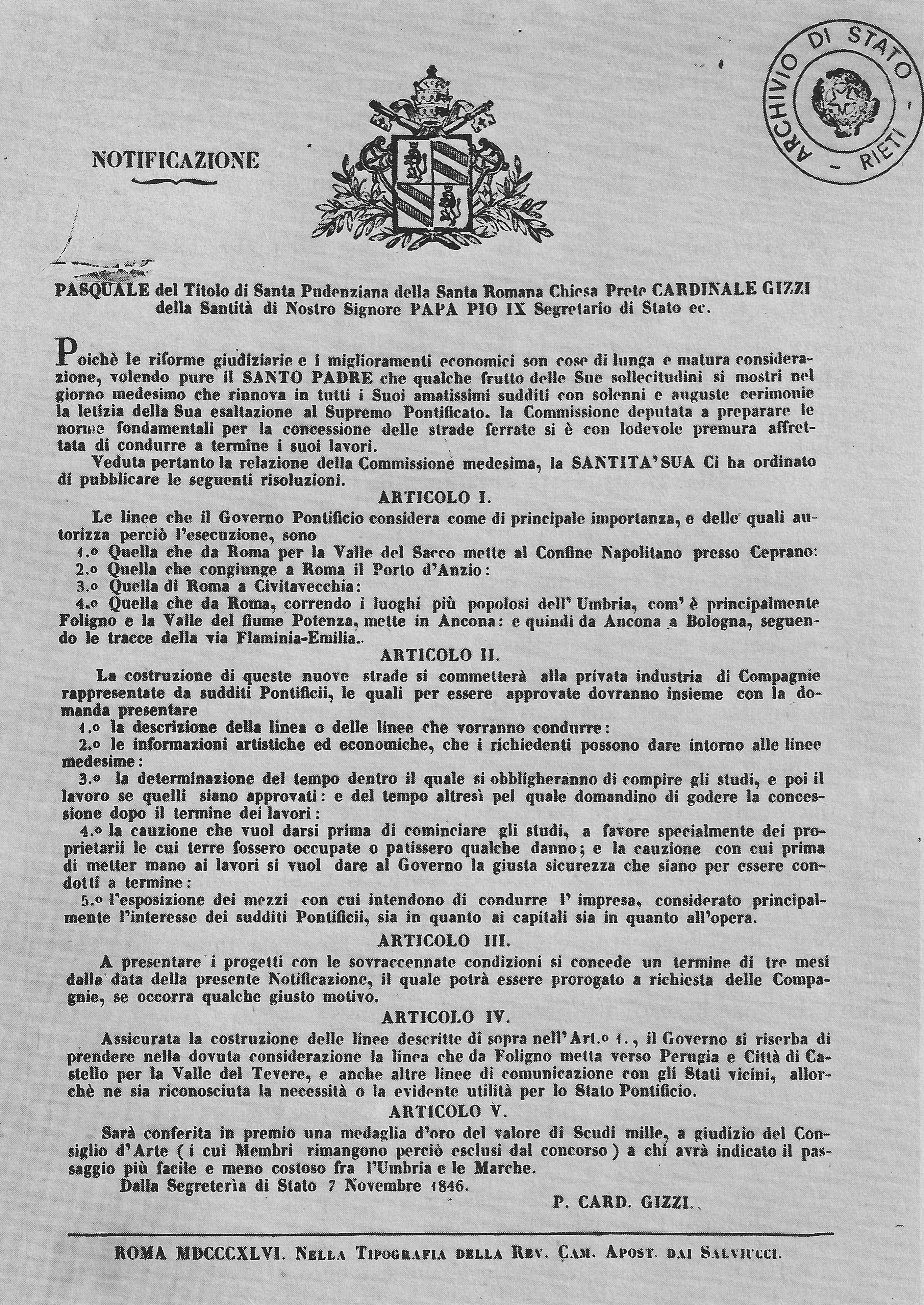
La notificazione del 7 novembre 1846, che stabilì la costruzione della rete ferroviaria pontificia

La svolta decisiva avvenne con l'ascesa al soglio pontificale di papa Pio IX, al secolo Giovanni Maria Mastai Ferretti, originario di Senigallia. Si diffusero aspettative di apertura; prese corpo l'idea di una lega di Stati italiani con a capo il pontefice. Vincenzo Gioberti mobilitò i moderati liberali italiani: lo Stato pontificio veniva posto al centro degli interessi politici generali. Si affermò quindi anche la questione dei collegamenti tra le città italiane come base di sviluppo dei traffici e delle economie locali; si diffuse l'idea di costituzione di una lega doganale tra gli Stati. I legami con l'Austria facevano dello Stato della chiesa il tassello chiave della "questione italiana" in quanto cerniera, geograficamente parlando, per gli interessi e i traffici tra il Nord e il Sud della penisola.
Nel 1844 si costituiva a Bologna una società di cittadini eminenti con il proposito di gettare le basi per la costruzione di ferrovie nell'area bolognese e romagnola. Nello stesso anno una Commissione di studio istituita dalla Società agraria della provincia di Bologna presentò una relazione circa l'utilità economica di una ferrovia da Bologna verso la Toscana.
Nel 1845 il Granduca di Toscana approvava (in linea di principio) la costruzione di una ferrovia attraverso l'Appennino Tosco-emiliano. Il cambiamento si avverte anche nello scritto, del 1846, in cui Angelo Galli, dopo aver esaminato,
1. Accrescono il pauperismo già prodotto dalle macchine, e dal vapore a quelle applicato.
2. Sono di danno ai commercianti.
3. Compromettono la sicurezza degli stati.
4. Compromettono la quiete interna.
5. Facilitano il contrabando, e l'introduzione delle merci estere.»
 le confuta esprimendo la convenienza della loro costruzione non senza una punta polemica circa la scelta del porto di Livorno quale terminale di imbarco tirreno anziché quello di Civitavecchia.
Nel 1847 venne pubblicato lo scritto del Blasi per contraddire le posizioni del Petitti e le sue perplessità circa la costruzione di una ferrovia da Ancona a Roma, da Roma a Ceprano e ancor più per quella su Civitavecchia:
Il dibattito ormai si era acceso, con una corsa alle progettazioni che avrebbe generato tracciati e costruzioni non sempre di reale redditività e di futura validità. In mezzo a tutto questo, va considerato anche l'effetto del clima turbolento degli anni, con i moti del 1848 e la proclamazione della Repubblica romana i quali, se da un lato procrastinarono i provvedimenti di concessione, dall'altro diedero occasione alla corte pontificia e al papa, in seguito alla sua fuga, di sperimentare durante la permanenza nel Regno delle Due Sicilie, l'8 settembre 1849, il suo primo viaggio in treno sulla linea Napoli-Nocera e visitare le officine ferroviarie di Pietrarsa il 23 settembre dello stesso anno.

## Concessioni, inadempienze e passaggi di mano
Il 25 novembre 1848 il governo provvisorio romano, nella persona del ministro Pietro Sterbini, emanò un decreto con cui si autorizzava la "Società generale di imprese italiane" avente sede a Firenze, rappresentata in Roma dal principe Corsini, dal principe Pietro Odescalchi, dal commendatore Campana ed altri a costituire una Società anonima denominata Pia Latina avente lo scopo di realizzare una ferrovia tra Roma e Frascati e il suo prolungamento fino al confine napoletano. I lavori sulla linea per Frascati ebbero inizio a dicembre ma l'instaurarsi della Repubblica, con l'esilio a Gaeta del papa, complicò le cose in quanto rese nulli tutti gli atti posteriori al 16 novembre. Anche la concessione quindi dovette essere rivista e riapprovata l'anno dopo, al rientro del governo papale e in due fasi successive: il 21 novembre 1849, ancor prima che il papa rientrasse dal forzato soggiorno di Gaeta venne pubblicato il primo atto di concessione, firmato dal Ministro del commercio e dei lavori pubblici pontifici che dava alla società "Pia Latina" la facoltà di costruire entro il termine di sei anni una Strada ferrata da Roma al confine Napolitano presso Ceprano e di esercitarla a tutto rischio e pericolo per 99 anni; la società era tenuta a intraprendere i lavori entro un mese.
La società non riuscì a mantenere gli obblighi assunti con la firma dell'atto di concessione (e avrebbe persi i diritti) riuscendo tuttavia ad ottenere, con il decreto dell'11 giugno del 1850 la facoltà di costruire a sue spese il solo tratto Roma-Frascati. La società comunque riuscì a costruire solo alcuni km di ferrovia, espropriare i terreni fino all'Agro romano ma non andò oltre fino al 1852. Oltre alle vicende politiche pesava su tutto la controversia giudiziaria con una società concorrente (costituita dai soci Altieri, Ferlini e Conti) risoltasi solo a fine 1852 a favore della Pia Latina.
La società ormai inadempiente ottenne tuttavia l'atto di benevolenza del governo pontificio che le permise di trasferire quanto realizzato, diritti ed oneri della concessione e materiali acquistati a una società francese rappresentata dal conte Eugenio De la Cruel De Prez. Un decreto ministeriale del 24 febbraio 1853 accordava alla nuova società la facoltà di prolungare la ferrovia fino ad Albano e Velletri da un lato e fino al mare in corrispondenza del porto d'Anzio. L'atto pubblico di cessione e sostituzione di società concessionaria, che comprendeva la conferma dell'approvazione governativa, venne stipulato in Roma il 12 maggio 1853. Anche questa tuttavia produsse poco più di 8 km di ferrovia.
Un successivo decreto ministeriale dell'11 novembre 1854 approvava gli statuti di una terza società, consistente della fusione della ex Pia Latina e della società francese (il cui rappresentante era il marchese Monclar). costituita come Compagnia della strada ferrata da Roma a Frascati (con prolungamento facoltativo fino alla frontiera napoletana) stabilendo la sede legale a Roma e un'agenzia amministrativa a Parigi. Il fondo sociale di 8 milioni di franchi era diviso in 32.000 azioni; la costruzione era stata affidata, a cottimo, alla ditta britannica John Oliver York & Co.

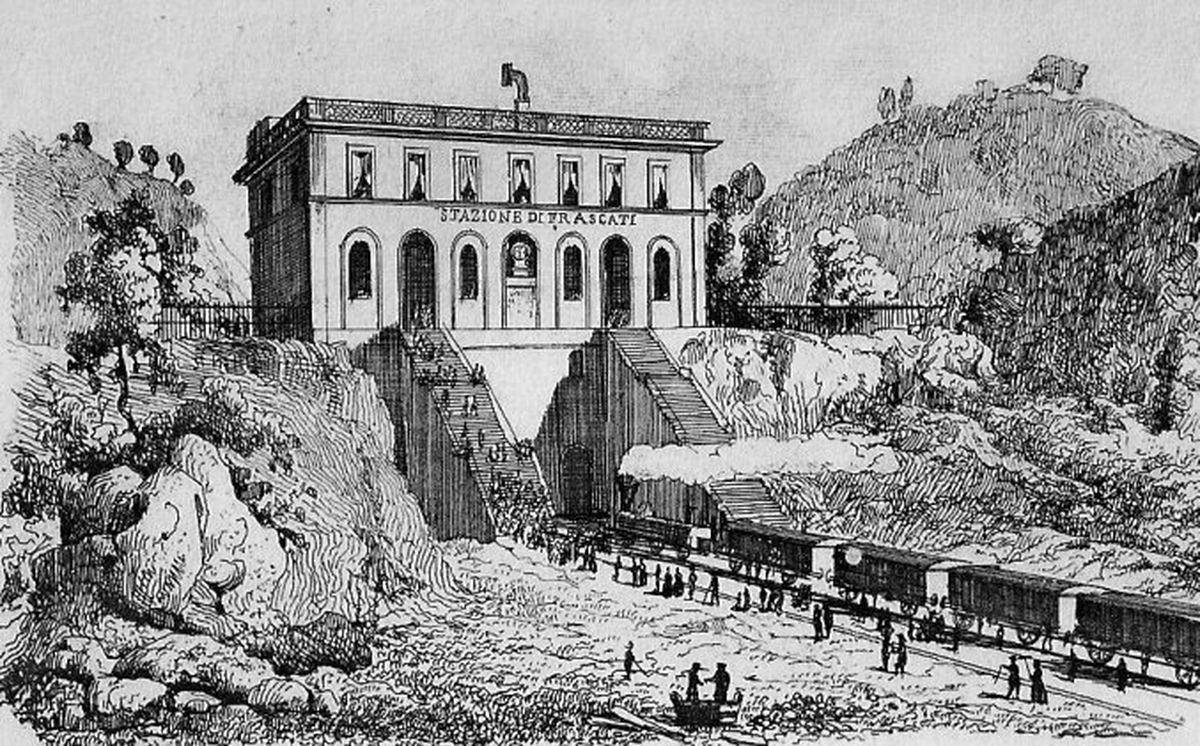
Stazione di Frascati Campitelli (1856) distante dal centro abitato

Il 1º maggio del 1851 la Santa Sede era già stata, insieme ai plenipotenziari rappresentanti l'impero d'Austria, il Granducato di Toscana, e i Ducati di Parma e di Modena, uno dei soggetti firmatari del trattato internazionale che prevedeva la costruzione della Ferrovia Centrale Italiana; in seguito alle gravi difficoltà incontrate il 17 marzo 1856 venne rinegoziato l'accordo mediante un nuovo incontro tra le parti affidando l'incarico della costruzione della detta linea centrale alla società rappresentata dal Duca di Galliera, non senza avere accordata la garanzia di interesse minimo l'anno di 6,5 milioni di lire. La linea interessava in alcune sue parti anche lo Stato pontificio.
I lavori della Roma-Confine (Ceprano) iniziati già nell'anno 1850 proseguirono lentamente tra fermi e sussulti; il 16 luglio del 1856 era stata realizzata solo la linea per Frascati che, veniva dileggiata, nelle pasquinate, coma la ferrovia che non parte da Roma e non arriva a Frascati. Le stazioni erano state infatti costruite, quella romana di fianco alla Porta Prenestina, l'altra in campagna, nel sobborgo di Madonna di Capo Croce, nei pressi di Villa Campitelli distante 700 m dal centro cittadino. Per il proseguimento dei lavori sino al confine del Regno delle due Sicilie, a Ceprano, la società richiese la concessione formale (in quanto nella precedente ne aveva solo la "facoltà"); questa venne accordata dal governo pontificio con decreto dell'11 giugno 1856 con la clausola di ultimare i lavori entro tre anni a partire dal 1 gennaio 1857. Ottenne anche la proroga, fino alla fine del 1857, riguardo al tracciato ferroviario tra Frascati e Porto d'Anzio. Nonostante le proroghe la società si "riconobbe impossibilitata" a proseguire i lavori, fermi ancora pochi km dopo Frascati, e diede incarico a Giuseppe Ducros, ingegnere in capo dei ponti e strade di Francia perché ottenesse dal governo la garanzia di un prodotto netto minimo annuale di 1.620.000 franchi per 50 anni (per la tratta da costruire a partire dal km 11,5 e fino alla frontiera). Fu siglato un nuovo atto di concessione il 3 marzo 1858 nel quale venivano incluse le nuove condizioni economiche e annullata la continuazione per Porto d'Anzio. In conseguenza la società si ricostituì come Società privilegiata Pio-Latina delle strade ferrate da Roma a Frascati e da Roma al confine Napolitano costituendo un nuovo capitale sociale nella misura di 27 milioni di franchi (in 32.000 azioni da 500 franchi ciascuna) mentre rimanevano ferme le azioni per la linea di Frascati (da 250 franchi ciascuna). La linea si diramava in due a Ciampino (km. 12) raggiungendo Frascati (7 km) e dall'altro ramo proseguiva in direzione di Cecchina.
Le nuove condizioni ottenute incentivarono l'esecuzione dei lavori della Pio-Latina che raggiunsero la stazione di Albano "presso la Cecchina"; il tronco completato fu aperto all'esercizio il 1º agosto 1859 ma quivi i lavori si arrestarono per carenza di fondi non essendo state collocate tutte le azioni previste. Una nuova serie di provvedimenti venne presa per evitare la messa in liquidazione della Pio-Latina: un "sovrano rescritto" del 7 marzo 1860 accordò un'ulteriore garanzia di interesse di 300.000 franchi annui al tronco fino a Frascati e si autorizzò la cessione delle concessioni e dei lavori eseguiti alla "Pio-Centrale"; a quest'ultima venne permesso l'aumento del fondo sociale a 32 milioni di franchi in obbligazioni in cambio dell'impegno a completare la linea per Ceprano entro il 31 dicembre 1861 e i primi 20 km entro il semestre successivo al rescritto. Il 24 marzo 1860 venne stipulato l'atto pubblico di cessione con cui la Pio-Centrale assumeva tutti gli obblighi e le spettanze, verso il governo e verso gli azionisti, in luogo della Pio-Latina.

### La "trasversale" tra i due mari: Roma-Civitavecchia e Roma-Ancona-Bologna
Il 1856 fu un anno particolarmente denso di provvedimenti riguardanti il sistema ferroviario dello Stato della Chiesa; fu anche l'anno in cui venne accordata al marchese di Casa Valdes la "sovrana concessione" per costruire ed esercitare, per 99 anni, a sue spese, rischio e pericolo senza garanzia di interesse da parte del governo pontificio, la ferrovia Roma-Civitavecchia; l'atto di concessione venne pubblicato il 23 aprile dal Ministro del Commercio e dei Lavori Pubblici Cardinale Milesi. La ferrovia, della lunghezza di 73 km, fu costruita entro i termini pattuiti e aperta il 14 aprile 1859 (sei mesi prima del previsto, ma prima del collaudo ufficiale).
Il 21 maggio (1856) un decreto del governo accordava al detto marchese di Casa Valdes facoltà di costruire ed esercitare, per 95 anni, la ferrovia da Roma ad Ancona e Bologna. La facoltà di costruzione aveva un termine, dieci anni, e una garanzia governativa (a cottimo) di un prodotto netto annuo minimo di dieci milioni di franchi. La concessione era stata oggetto di molte pressioni, soprattutto da parte dell'Austria che era fortemente interessata all'accesso al Tirreno.
Il 16 agosto dello stesso anno il governo pontificio approvava gli statuti della società concessionaria, delle dette ferrovie di Civitavecchia e di Bologna, che si costituiva sotto il nome di Società generale delle strade ferrate romane da Roma a Bologna, per Ancona, e da Roma a Civitavecchia, dette "linee Pio-Centrale". La sede operativa della società era stabilita in Roma, la sede amministrativa nella città di Parigi nella quale era stata firmata in precedenza una convenzione con il banchiere francese Mirès per il finanziamento. Il fondo sociale della stessa veniva definito in 85 milioni di franchi in azioni da 500 franchi ciascuna e la si autorizzava all'emissione di obbligazioni per 90 milioni.
La cosiddetta società Pio-Centrale, il 4 maggio 1860, ottenne l'approvazione governativa per aggiungere ai propri statuti del 16 agosto 1856 alcuni articoli che estendevano gli scopi della detta società oltre a quelli già assunti, per la costruzione e per l'esercizio delle linee su Bologna e su Civitavecchia, anche quelli relativi alla ferrovia da Ferrara fino al Po (concessione dell'11 marzo 1857), all'esercizio della Roma-Frascati (già completata) e della futura Roma-Confine Napolitano che accorpava le tratte già costruite e quelle da costruire in un unico esercizio. Aumentava così il fondo sociale della società a 207 milioni di franchi. I lavori sulla linea di Ceprano vennero consegnati entro termine e il 9 settembre 1860 un treno poteva già circolare sui 20 km pattuiti. Il resto venne consegnato al pubblico esercizio il 1º dicembre e inaugurato il 27 gennaio 1862.

## La rete pontificia si restringe al solo Lazio
L'apparente fervore costruttivo, in realtà tarpato dalla farraginosità delle operazioni e dai continui passaggi di mano societari aveva, fino al 1860, prodotto la realizzazione di poco più di 100 km di ferrovie. 
Le ferrovie "pontificie" dovettero inoltre fare fronte ai nuovi problemi dovuti alla perdita delle Legazioni (Romagna, Umbria e Marche) e al risultato dei plebisciti che dal 4 novembre del 1860 ridussero il territorio dello stato pontificio al solo Lazio. Ciò comportò la perdita di redditività di molte delle tratte costruite che già soffrivano di problemi economici. Un provvedimento del marzo 1860 preso dal Ministero dei Lavori pubblici, approvato dal pontefice, autorizzò la fusione delle due società, Pio Latina e Pio Centrale nella nuova "Società generale delle strade ferrate romane"; il capitale sociale venne stabilito in 207 milioni di franchi. I lavori intrapresi sulla tratta fino a Ceprano non andarono tuttavia oltre i 20 km di realizzazione; la società correva il rischio di un repentino fallimento se non fossero intercorsi contatti con il governo subentrante nei territori annessi. Era d'altronde evidente l'interesse del governo del Regno d'Italia a non isolare ferroviariamente la "futura capitale".

### Accordi e convenzioni su due fronti
Il 3 ottobre del 1860 la società, rappresentata dall'amministratore delegato De Cochery e dal presidente del comitato direttivo Fréderic Lévy, firmò una convenzione con il nuovo governo italiano nelle persone dei ministri, dei Lavori Pubblici Stefano Jacini e delle Finanze Saverio Francesco Vegezzi, per la regolazione provvisoria dei rapporti reciproci e un capitolato che la impegnava al completamento della Bologna-Ancona (ora in buona parte ricadente fuori dallo Stato Pontificio) entro il 1861 e la autorizzava alla costruzione della Castelbolognese-Ravenna (ora del tutto in territorio italiano).
A fine 1861 la società generale delle romane ottenne in concessione tutte le ferrovie del decaduto Regno delle Due Sicilie che sommate a quelle pontificie raggiunsero il totale di circa 885 km di ferrovie da gestire. Nel 1862 venne ultimata la Roma-Ceprano via Velletri e nel 1864 fu infine saldata alla rete ex-borbonica.

## Nuovi progetti nello Stato della Chiesa
Una nuova serie di provvedimenti veniva emanata nel 1863.
Una linea, da Roma a Tivoli, richiesta da Francesco Saverio dei Marchesi Lavaggi e soci era accordata con "sovrano rescritto" preliminare del 16 settembre, con l'onere di approntare i progetti esecutivi entro otto mesi e la costruzione entro tre anni, senza garanzia di interesse da parte dello stato tuttavia non ebbe seguito se non dopo la fine delle ferrovie pontificie.
Il 10 ottobre una nuova concessione si aggiungeva alle precedenti, rilasciata dal governo al conte di Villermont e al conte Du Prè: si trattava di una strada ferrata che partiva da Civitavecchia dirigendosi lungo la linea costiera fino al confine dello stato, nei pressi di Orbetello. La facoltà di costruire ed esercire veniva concessa, sempre a "loro rischio e pericolo" e nel termine di due anni; si aggiungeva che entro sei mesi sarebbe stato presentato lo studio esecutivo e una cauzione e che doveva essere depositata una cauzione di 120.000 scudi romani e acquistata una quantità di certificati del tesoro pontificio (emissione 28 gennaio 1863) pari a 300.000 scudi romani. La concessione per la Civitavecchia-Orbetello, tuttavia, venne subito rilevata, con accettazione di tutti gli annessi e connessi, dalla cosiddetta "Società Pio-Centrale" (confluita nel 1860 nella Società generale delle strade ferrate romane) che si avvaleva del diritto di prelazione ex-atto ministeriale del 23 aprile del 1856.
Nello stesso periodo venivano avanzate richieste, per una linea Viterbo-Orte e una Viterbo-Civitavecchia, da parte della società Marzetti e compagni ma le richieste non troveranno l'accoglimento pontificio entro il 1870.
Una richiesta di concessione per costruire ed esercire una linea da Velletri a Terracina veniva avanzata dal conte di Trani che all'uopo depositava una cauzione di ventimila scudi. Una società costituita da Vincenzo Giansanti e Achille Mancini richiedeva la concessione per una linea Ponte Galera-Fiumicino per la quale il principe Alessandro Torlonia depositava cinquemila scudi in garanzia, ma la richiesta veniva esaminata e poi respinta.
In seguito la società belga costituita da Luciano Wander Elst presentava un progetto di riattivazione del Porto d'Anzio e la costruzione di una ferrovia tra tale località e la ferrovia per Ceprano; nel febbraio 1864 la stessa ditta proponeva la creazione di un porto canale a Ostia da collegare via ferrovia a Ponte Galeria, sulla linea da Civitavecchia per circa 26 km di percorso.
Nel corso degli anni sessanta (del XIX secolo) erano in corso di esame alcune richieste di ulteriori collegamenti: la Società delle Romane chiedeva di poter collegare la stazione di Civitavecchia al porto mediante un binario esercitato con trazione equina e di studiare un collegamento tra la ferrovia senese e la cosiddetta "Pio-Centrale" ad Orte. Infine il comune di Frascati cercava di ottenere il prolungamento della linea fino a raggiungere la città.
Il 3 aprile del 1864 veniva raddoppiato il binario della sezione da Porta Maggiore fino a Ciampino.
Nello stesso anno, il 22 giugno, la gestione della linea veniva assunta dalla nuova Società delle Strade Ferrate Romane sorta dalla fusione tra la "Società generale" e tre compagnie toscane.

### Nasce la stazione generale alle Terme di Diocleziano (in seguito Roma Termini)

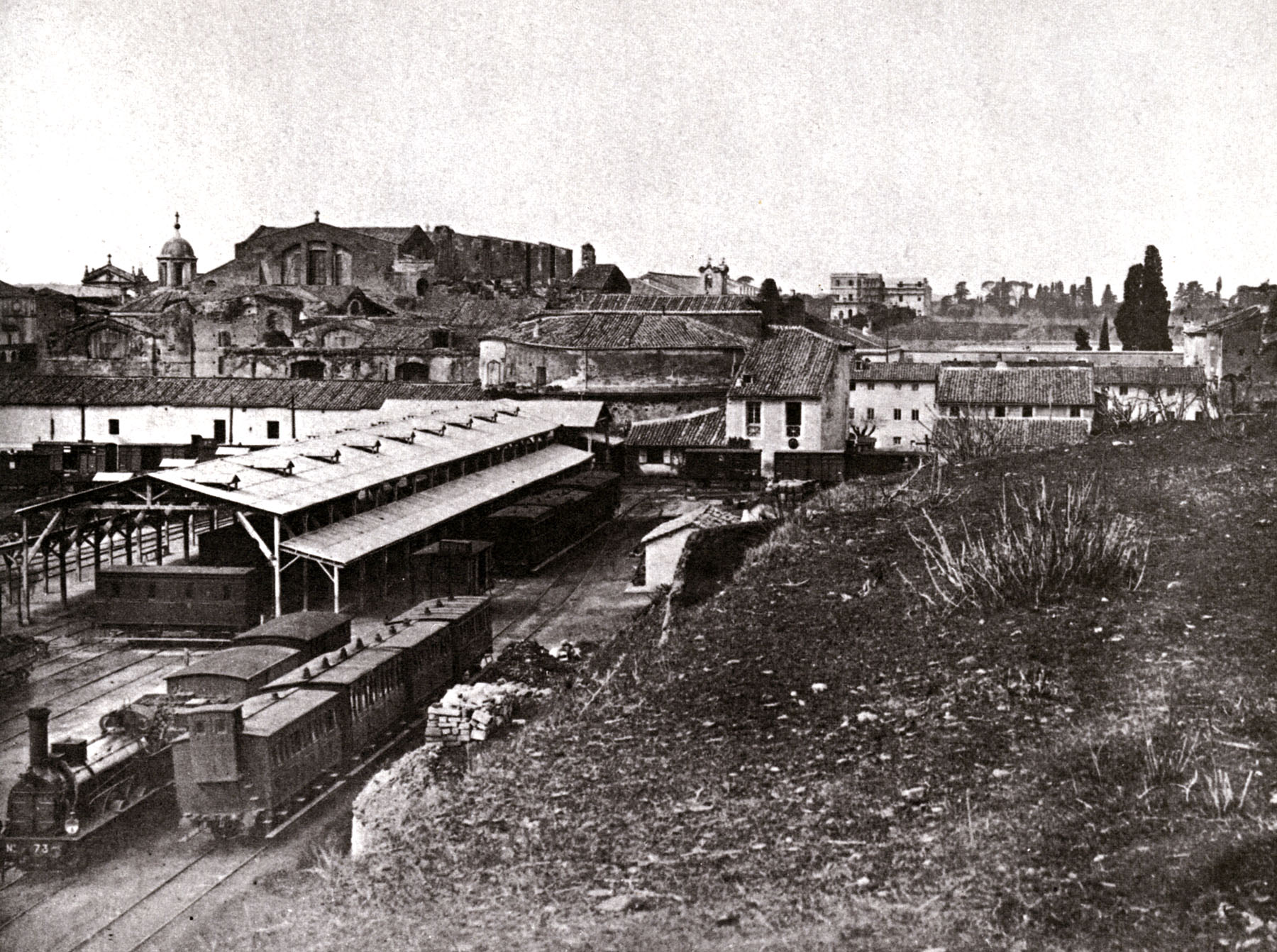
La prima stazione Termini, presso le terme di Diocleziano intorno al 1868

L'8 dicembre del 1863 le tre principali direttrici dello stato, la linea di Civitavecchia, che si attestava a Porta Portese, quella di Napoli, che si attestava fuori Porta Maggiore, e quella di Ancona-Bologna venivano raccordate con circa 12 km di ferrovia alla stazione comune della "Generale" detta stazione generale alle Terme di Diocleziano.
Venivano costruite tutta una serie di opere d'arte notevoli tra le quali primeggiava il ponte in ferro sul Tevere, con la sezione centrale amovibile per permettere il passaggio dei battelli fluviali, e il passaggio attraverso le mura romane.
Sin dal 1855 erano stati approntati progetti per la costruzione della "stazione generale" delle ferrovie pontificie; un primo e grandioso progetto, degli architetti Mercadetti e Barthélémy, non aveva avuto riscontri mentre poi ebbe seguito quello dell'architetto Salvatore Bianchi. La stazione realizzata fu di aspetto imponente, forse troppo per le esigenze delle ferrovie pontificie; constava di due corpi di fabbrica uniti da un'imponente tettoia ad arco. Completata all'inizio degli anni settanta del XIX secolo entrò in funzione tra 1873 e 1874.

## Le ferrovie pontificie alle soglie degli anni 1870
Alle soglie della presa di Roma erano in funzione tre linee ferroviarie principali ed alcune diramate di minore importanza. La linea a nord, da Terni passante per Orte, giungeva alla Stazione generale di Roma (poi Termini) dopo avere attraversato il ponte sul Tevere; tale linea proseguiva per Foligno, Perugia, Arezzo e Firenze. L'altra linea, di collegamento con Napoli, passava per Velletri, Frosinone, Ceprano e giungeva al confine allacciandosi alla ferrovia proveniente da Napoli (ormai "italiana"). La terza linea di collegamento verso il mare e verso il nord (via costiera) era la linea di Civitavecchia che giungeva al confine oltre Corneto; quivi proseguiva per Pisa. Tutte le linee erano di pertinenza delle Strade Ferrate Romane, società privata. Era in funzione anche la Roma-Frascati pur con le forti limitazioni dovute all'arrivo "in campagna".
La stazione generale di Roma costruita insieme al raccordo nel 1863 era con tutta evidenza una soluzione provvisoria in quanto costituita da 3 binari principali e 6 di ricovero. Era dotata di 2 rifornitori d'acqua e di numerose piattaforme giracarri e locomotive per lo stazionamento o l'inversione di marcia.
Al tempo della breccia di Porta Pia, (20 settembre 1870) la dotazione di rotabili delle ferrovie pontificie era di:
- 29 locomotive a vapore,
- 3 carrozze "sovrane" (riservate a Pio IX),
- 2 "breaks" (per trasporto vetture),
- 1 carrozza salone,
- 40 carrozze di I classe, 9 miste di I e II classe, 40 di II classe e 100 di III classe.

Ad essi si aggiungevano:
- 25 bagagliai,
- 5 carri scuderia (cavallai) e 1 pianale.

Il parco merci comprendeva:
- 300 carri chiusi, 120 aperti, 120 pianali, 24 a bilico 12 per merci varie e
- 3 carri soccorso.

### La fine
La serie di eventi che aveva portato, tra 1859 e 1860, alla perdita di gran parte del territorio pontificio aveva anche creato problemi di compatibilità alla Società generale delle strade ferrate romane perché buona parte dei lavori e delle ferrovie ricadeva ormai fuori dello stato e questa aveva dovuto ricontrattare le concessioni che aveva ottenute dalla Santa Sede con lo stato italiano.
Per assicurarsi la sopravvivenza la società il 3 ottobre 1860 aveva firmato una convenzione con i ministri di "Sua maestà Vittorio Emanuele II", Jacini e Vegezzi, che ne riconfermava la concessione per la ferrovia Bologna-Ancona (con l'impegno a terminarla entro il 31 dicembre 1861) aggiungendovi la concessione per la ferrovia Castelbolognese-Ravenna.
Nell'imminenza dell'attacco dei bersaglieri l'esercito pontificio fece presidiare il ponte ferroviario sul Tevere per bloccare la linea di Orte. In prossimità della città di Roma venne fatto saltare il ponte Salario sull'Aniene e danneggiato il ponte sul Tevere tra il 12 e il 17 settembre. I genieri italiani tuttavia riattivarono presto ambedue le strutture. Altri danneggiamenti vennero presto riparati e il 20 settembre, con l'attacco finale e la breccia di Porta Pia si concluse la storia delle ferrovie pontificie. Il 21 settembre la ferrovia per Civitavecchia venne usata per tradurvi i soldati pontifici presi prigionieri.

## Prospetto riassuntivo delle linee dello Stato Pontificio in esercizio fino al 1870
| Linea                                              | Società concessionaria (e data concess.) | Km totali | Note                                                                                             |
| -------------------------------------------------- | --- | --------- | ------------------------------------------------------------------------------------------------ |
| Roma Porta Prenestina-Frascati (Campitelli)        | S.a. Pia-Latina (1848/1849) Società francese (1853) Compagnia della Str.f. da Roma a Frascati con prolung. facolt.(1854) S. priv. Pio-Latina della S.f. da Roma a Frascati e al confine nap. (1858) Società Generale delle S.f. romane (Pio-Centrale)(1860) Società per le strade ferrate romane (1865) | 19        | Tra Porta Maggiore e Campitelli. Tratto Roma-Ciampino comune alla ferrovia per Ceprano           |
| Roma Porta Prenestina-Confine napolitano (Ceprano) | S.a. Pia-Latina (1848/1849) Società francese (1853) (fino Albano e Velletri) S. priv. Pio-Latina della S.f. da Roma a Frascati e al confine nap. (1858) Società Generale delle S.f. romane (Pio-Centrale)(1860) Società per le strade ferrate romane (1865)                                             | 121       | Via Albano-Velletri                                                                              |
| Roma Porta Portese-Civitavecchia                   | Casa Valdes (1856)/Società Generale delle S.f. romane (Pio-Centrale) Società per le strade ferrate romane (1865) | 72,5      |                                                                                                  |
| Roma Stazione Generale-Orte (Ancona)-Bologna)      | Casa Valdes/Società Generale delle S.f. romane (Pio-Centrale) (1856) Società per le strade ferrate romane (1865) | 78        | Ancona-Bologna aperta dopo il plebiscito (204 km); parzialmente attivata la Roma-Ancona (294 km) |
| Roma-Porto d'Anzio                                 | Società francese (1853) Società per le strade ferrate romane (1865) | n.r.      | Realizzata in seguito come Albano-Nettuno                                                        |
| Civitavecchia-Confine (Chiarone)                   | Società Generale delle S.f. romane (Pio-Centrale)(1863) Società per le strade ferrate romane (1865) | 59        |                                                                                                  |
| Linee ferroviarie in esercizio                     | (in totale) | km 337    | Il dato è da ritenere approssimativo a causa delle numerose variazioni di tracciato nel tempo    |